# Pimelodella mucosa
Pimelodella mucosa és una espècie de peix de la família dels heptaptèrids i de l'ordre dels siluriformes.

## Distribució geogràfica
Es troba a Amèrica: conca del riu Paraguai al Paraguai.